# Filippo Grandi

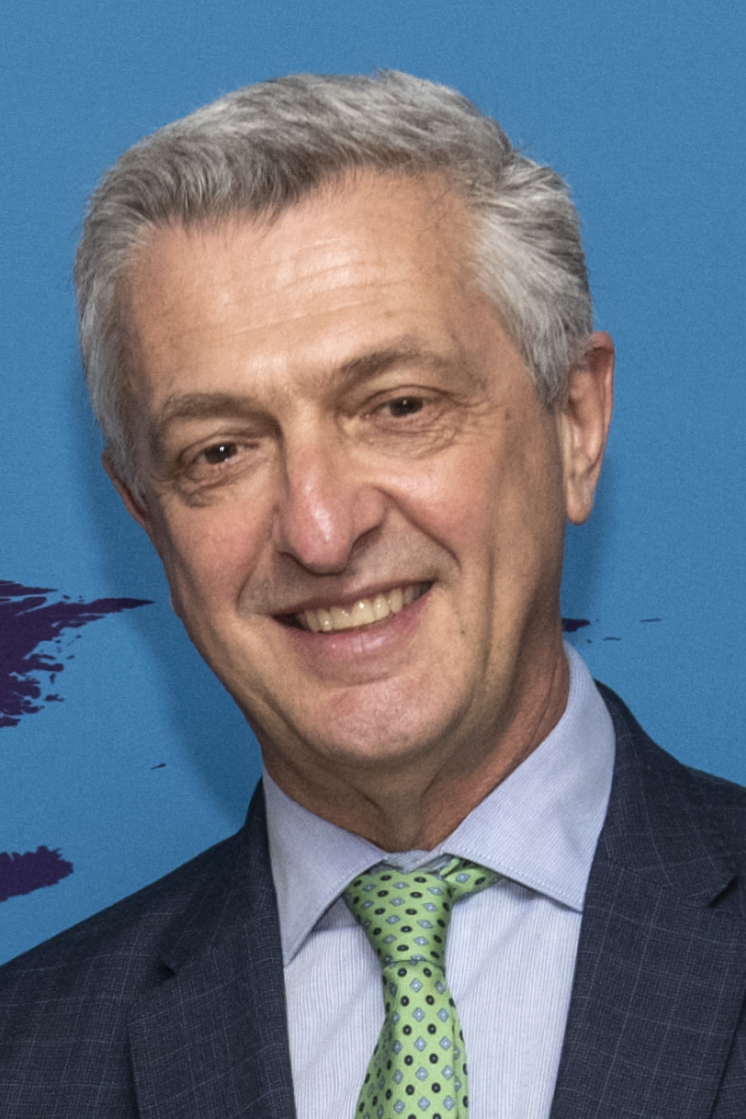
Filippo Grandi (2019)

Filippo Grandi (* 1957 in Mailand) ist ein italienischer UN-Diplomat und Hoher Flüchtlingskommissar der Vereinten Nationen.

## Leben
Filippo Grandi studierte Moderne Geschichte an der Universität Mailand und Philosophie an der Päpstlichen Universität Gregoriana in Rom. Er wurde mit einer Ehrendoktorwürde der Coventry University ausgezeichnet und war Forscher am Issam Fares Institute for Public Policy and International Affairs der Amerikanischen Universität Beirut. Er ist Honorary Associate am Refugee Studies Centre (RSC) der University of Oxford.
Grandi ist seit über 30 Jahren im Bereich der internationalen Beziehungen tätig, 27 davon für die Vereinten Nationen. Er war von 1988 bis 2004 in verschiedenen Funktionen und Ländern für das UN-Flüchtlingskommissariat (UNHCR) tätig, dann bei der Unterstützungsmission der Vereinten Nationen in Afghanistan (UNAMA), bevor er 2005 stellvertretender Generalkommissar des Hilfswerks der Vereinten Nationen für Palästina-Flüchtlinge im Nahen Osten (UNRWA) wurde, ab 2010 bis März 2014 Generalkommissar. Für UNHCR war Grandi in Afrika, Asien, dem Nahen Osten und in der Genfer Zentrale tätig.
Auf Vorschlag von UNO-Generalsekretär Ban Ki-moon wählte die Generalversammlung Grandi zum Hohen Flüchtlingskommissar der Vereinten Nationen. Er folgte auf António Guterres, dessen Amtszeit am 31. Dezember 2015 auslief.
2024 wurde Grandi im Rahmen der Eröffnungsfeier der Olympischen Sommerspiele 2024 in Paris der Olympic Laurel für seine Verdienste für die Belange geflüchteter Menschen überreicht.

## Positionen
Grandi ist Mitglied der International Gender Champions, die sich für Geschlechtergleichstellung in nationalen und internationalen Organisationen einsetzt.